# Adelsdorf
Adelsdorf è un comune tedesco di 9 382 abitanti, situato nel land della Baviera.
Dal 1º luglio 1972 Adelsdorf appartiene al Circondario di Erlangen-Höchstadt (in precedenza: Circondario di Höchstadt an der Aisch) e al Distretto della Media Franconia. 

## Storia

### Dalle origini fino alla fine del XVIII secolo
La prima citazione certificata di Adelsdorf si trova nei Bamberger Festkalendarien che identificano nel luogo di "Otlohesdorf" l'oggetto di una donazione, avvenuta nell'anno 1121, da parte di un Egilbert, prevosto del duomo di Bamberga. Dal nome del luogo si conclude che l'insediamento fosse guidato da un esponente della famiglia Otloh. 

Attraverso il disboscamento, la costruzione di borghi e una saggia politica di acquisizione, i signori di Otlohesdorf si trovarono a dominare su un enorme territorio nella terra di Aisch e Ebrach e dal 1219 si fecero chiamare con il nome del castello di Schlüsselberg, da loro fatto costruire a Ebermannstadt. L'ultimo esponente degli Schlüsselberg morì nel 1347 nel suo castello a Neideck.

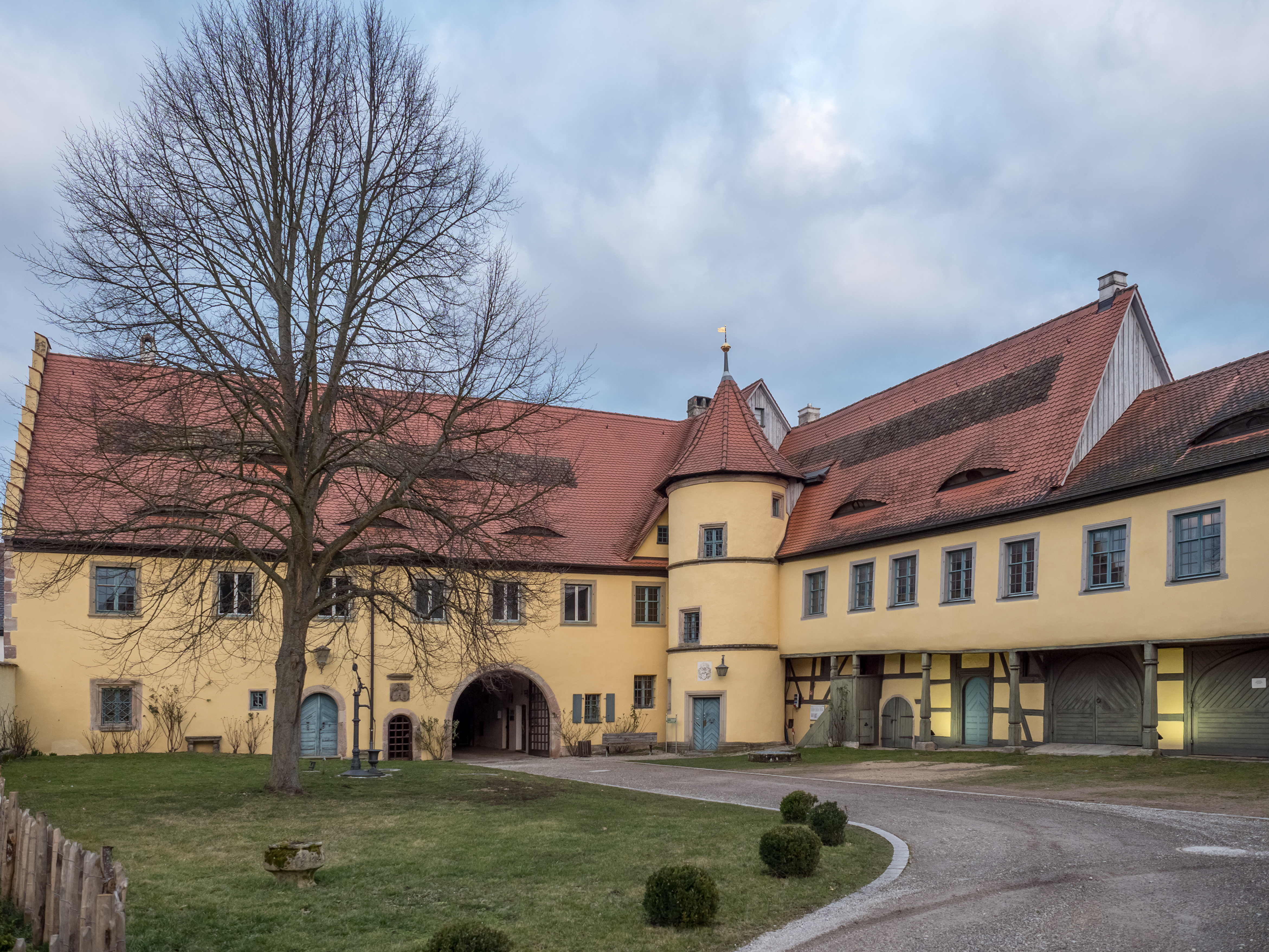
Il castello Von Bibra di Adelsdorf

Nel 1369 il villaggio di Otlohesdorf è noto come "Otelsdorf".
Nel secolo successivo si registrano frequenti cambi di proprietà. Il villaggio, che nel 1460 è conosciuto come "Adelsdorff", passa infatti rapidamente dapprima nelle mani dei signori Von Wisenthau poi, nell'ordine, in quelle dei signori Von Künsberg, dei signori Von Stiebar e dei conti di Schönborn.
Nel 1696 Adelsdorf fu acquistato dai Von Bibra, nelle cui mani rimase per secoli.
Verso la fine del XVIII secolo, ad Adelsdorf si contavano 133 nuclei familiari. L'alta corte di giustizia esercitava la legge aristocratica dei baroni Von Bibra. Il feudo di Adelsdorf deteneva il dominio sul villaggio e sulla comunità. 
I proprietari degli immobili di Adelsdorf erano:
- il feudo di Adelsdorf (un castello, una casa parrocchiale, un edificio scolastico, due mezze fattorie per la corvée, due mezze fattorie, due poderi, 2 Gütlein, 16 Sölden [piccoli immobili agricoli di proprietà di mercenari], 12 Tropfhäuser, 47 case, 16 mezze case, e una fucina);
- la signoria di Pommersfelden (10 poderi e 4 case);
- il feudo di Buch (3 poderi, 3 Tropfhäuser e una scuola per ebrei);
- il feudo di Neuhaus (un'osteria libera, un podere, un Gütlein, 3 case);
- il feudo di Wilhermsdorf (3 Tropfhäuser);
- l'Ufficio di elemosina Vogtei-Lonnerstadt di Norimberga (una fattoria);
- il capitolo del duomo di Bamberga (una fattoria);
- l'ufficio delle imposte di Adelsdorf (2 Sölden e una Tropfhaus);
- la parrocchia di Adelsdorf (2 fattorie).[2]

### Dal XIX secolo ai giorni nostri
Nel 1806 Adelsdorf passò alla Baviera. Nel contesto di alcune ordinanze da parte del re Massimiliano I (i cosiddetti Gemeindeedikts), dapprima nel 1808 fu formato il distretto di imposta di Adelsdorf, al quale appartenevano anche Aisch e Nainsdorf; in seguito, nel 1818, furono formate due comunità rurali: Adelsdorf e Aisch con Nainsdorf.
La comunità di Adelsdorf sottostava all'amministrazione e alla giurisdizione del tribunale distrettuale di Höchstadt e all'amministrazione finanziaria della ragioneria distrettuale di Höchstadt. Nella giurisdizione volontaria sottostavano: 
- 91 immobili al tribunale patrimoniale (PG) di Adelsdorf (fino al 1841),
- 15 immobili al PG di Pommersfelden (fino al 1848),
- 8 immobili al PG di Buch (fino al 1848),
- 6 immobili al PG di Neuhaus (fino al 1848) e
- 3 immobili al PG di Wilhermsdorf (fino al 1817).[3]

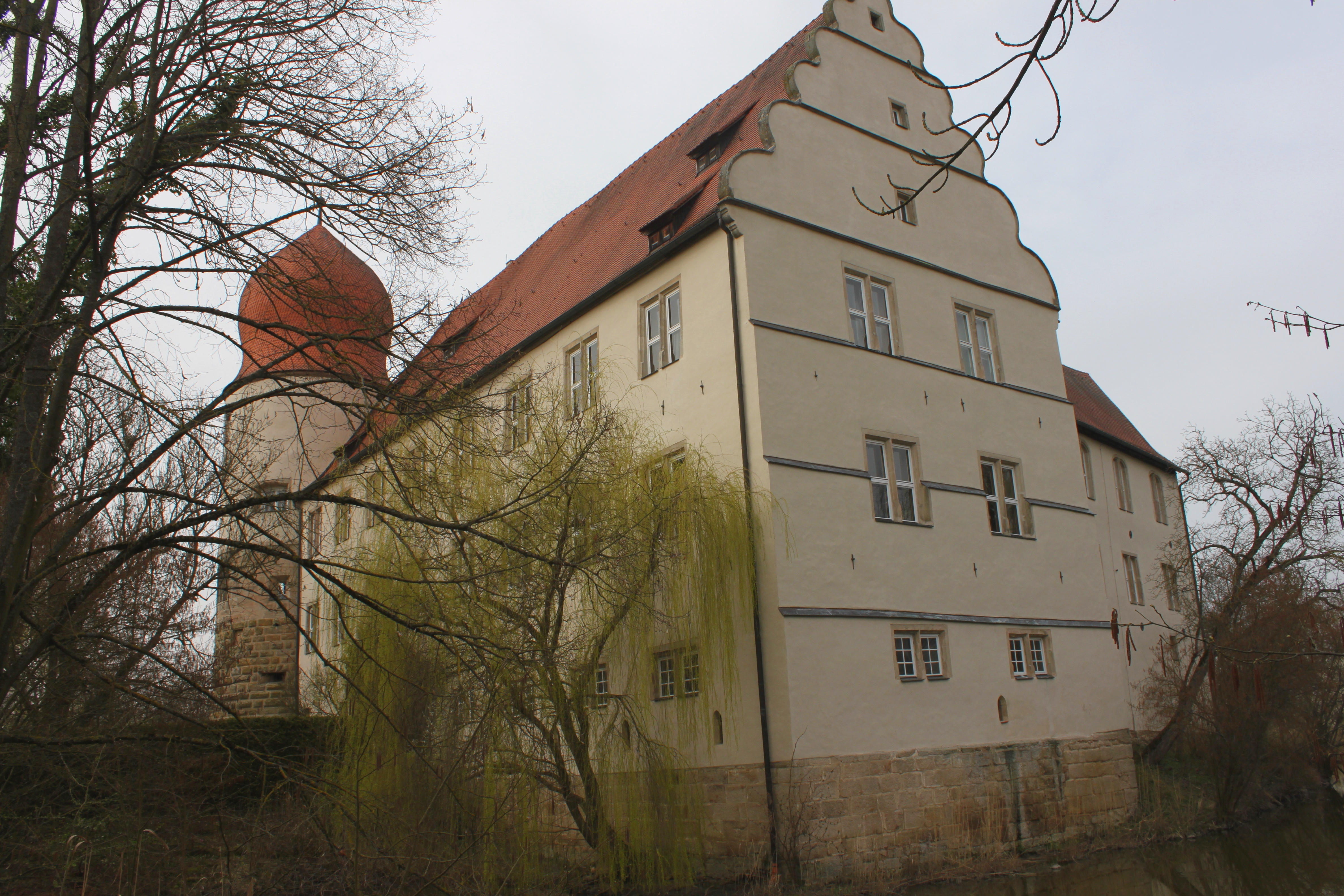
Il castello di Neuhaus

Dal 1862 Adelsdorf fu amministrata dall'Ufficio circondariale di Höchstadt an der Aisch (nel 1938 rinominato in Circondario di Höchstadt an der Aisch) e sempre dalla ragioneria distrettuale di Höchstadt (tral il 1920 e il 1929: Ufficio delle finanze di Höchstadt, dal 1929: Ufficio delle finanze di Forchheim). La giurisdizione rimase fino al 1879 al tribunale distrettuale di Höchstadt; tra il 1880 e il 1959 fu invece competenza della pretura di Höchstadt, e dal 1959 della pretura di Forchheim. Originariamente, la comunità aveva un'estensione di 5,406 km².
Il 1º luglio 1971 le comunità di Aisch e Heppstädt, fino a quel punto indipendenti, furono inglobate in Adelsdorf. Il 1º gennaio 1972 fu la volta dell'inglobamento di Neuhaus, mentre l'1 Luglio 1972 fu la volta di Weppersdorf (fino a quel punto appartenente al Circondario di Forchheim).

## Amministrazione
Attualmente la comunità di Adelsdorf è ufficialmente suddivisa in nove frazioni: 

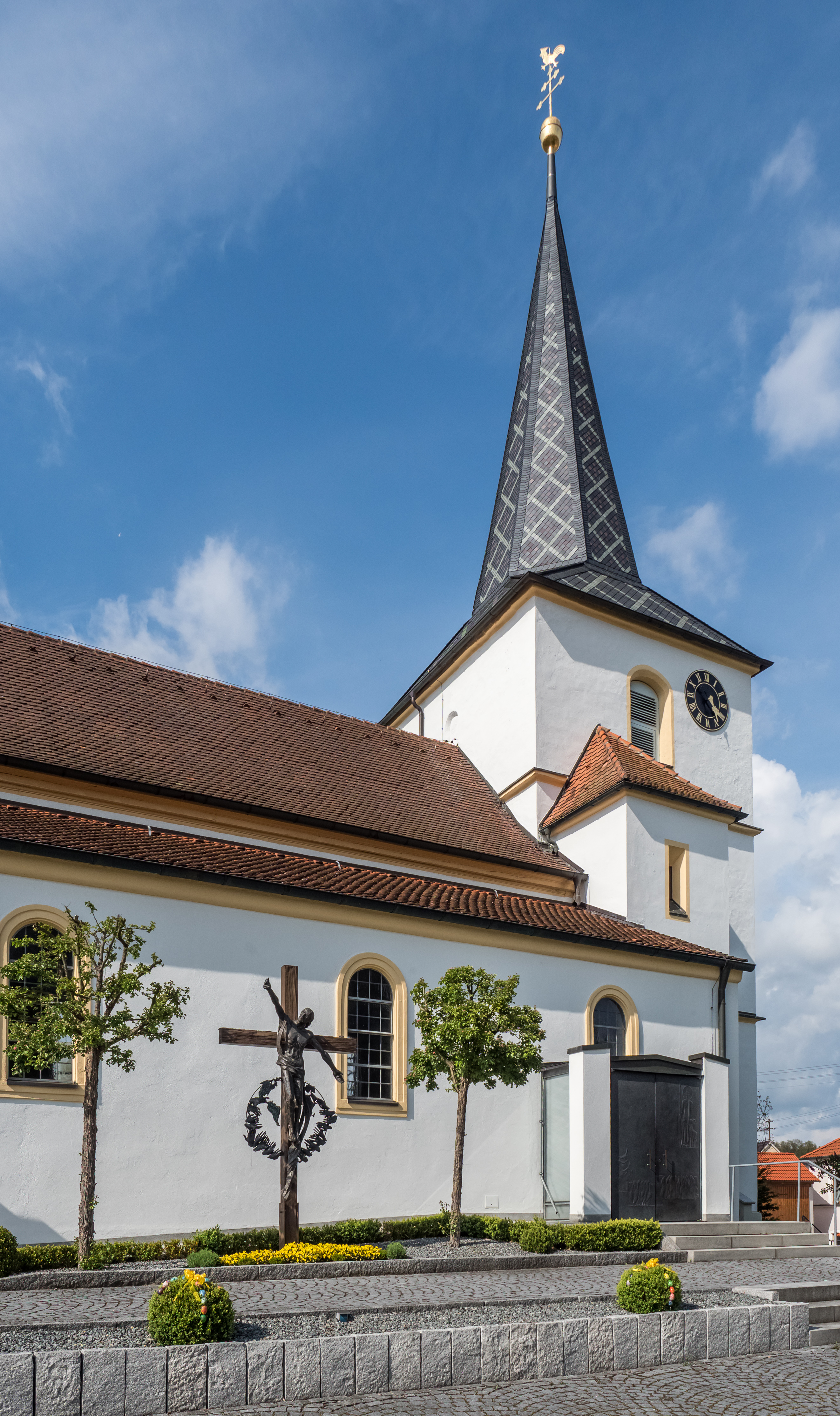
Aisch: chiesa di S. Lorenzo

- Adelsdorf
- Aisch
- Heppstädt
- Lauf
- Nainsdorf

- Neuhaus
- Uttstadt
- Weppersdorf
- Wiesendorf (Dorf)

### Gemellaggi
- Uggiate-Trevano
- Feldbach